# Maison de la culture Korundi
La maison de la culture Korundi (finnois : Kulttuuritalo Korundi) est un centre culturel de Rovaniemi en Finlande.

## Présentation
La maison de la culture Korundi ouvre en 2011 dans un ancien dépôt de camions postaux construit en 1933.
Le dépôt de camions postaux est l'un des rares bâtiments non détruits pendant la Seconde Guerre mondiale à Rovaniemi.
En 2009 et 2010, les travaux de rénovation et d'agrandissement sont conçus par le cabinet d'architectes de Juhani Pallasmaa qui a déjà conçu en 1986 les espaces du musée d'art de Rovaniemi situé dans le dépôt de camions postaux.
Dans la cour, on construit une salle polyvalente qui est la résidence de l'orchestre de chambre de Laponie (fi).
Le centre culturel Korundi ouvre le 25 mai 2011.
Le bâtiment porte le nom du corindon (en finnois : korundi), sa surface totale est de 5 300 m2.

## Galerie

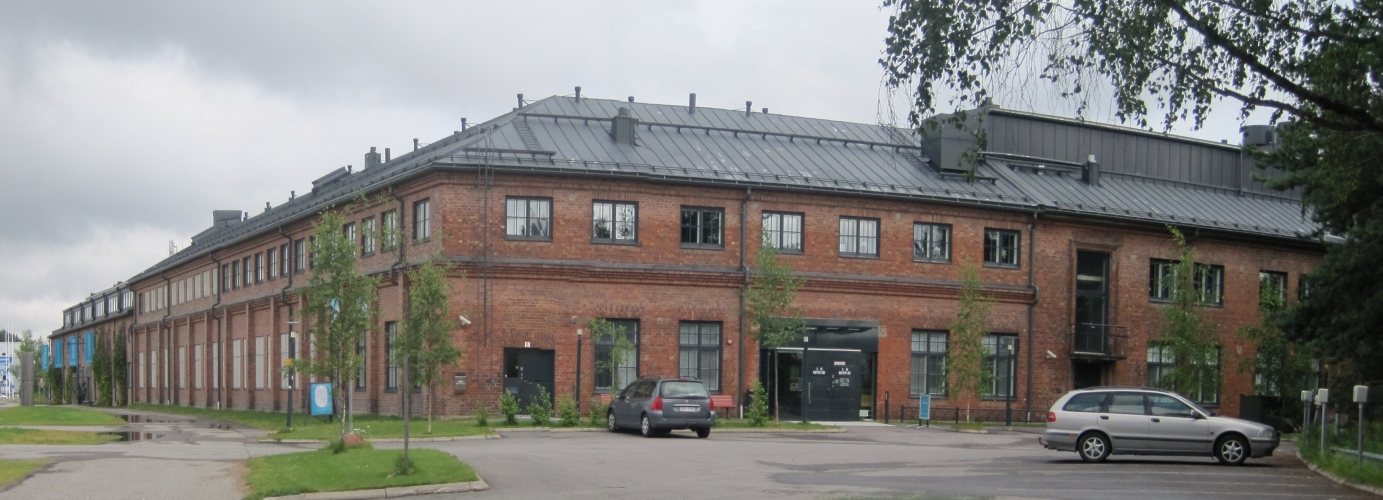
Korundi.
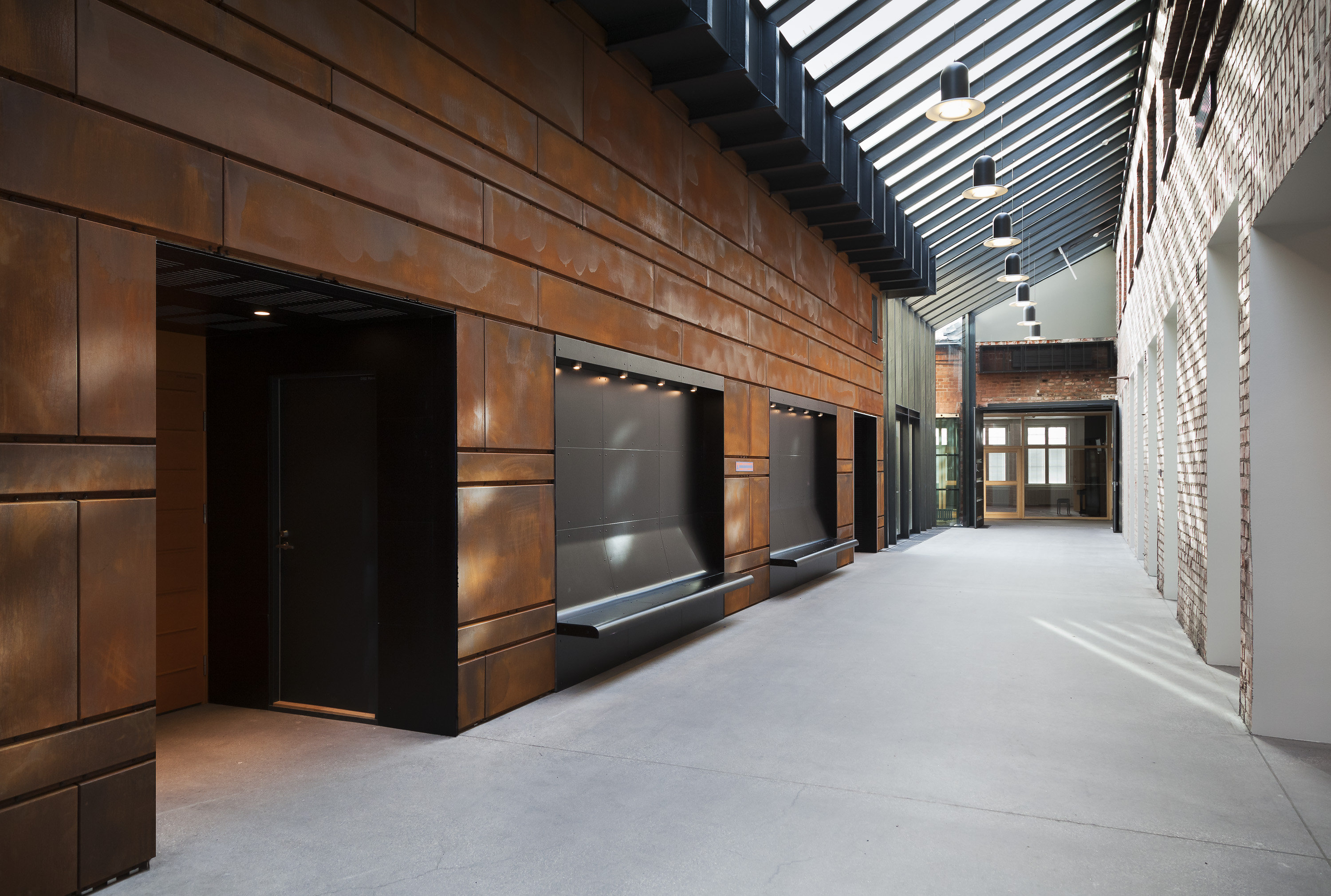
L'entrée.
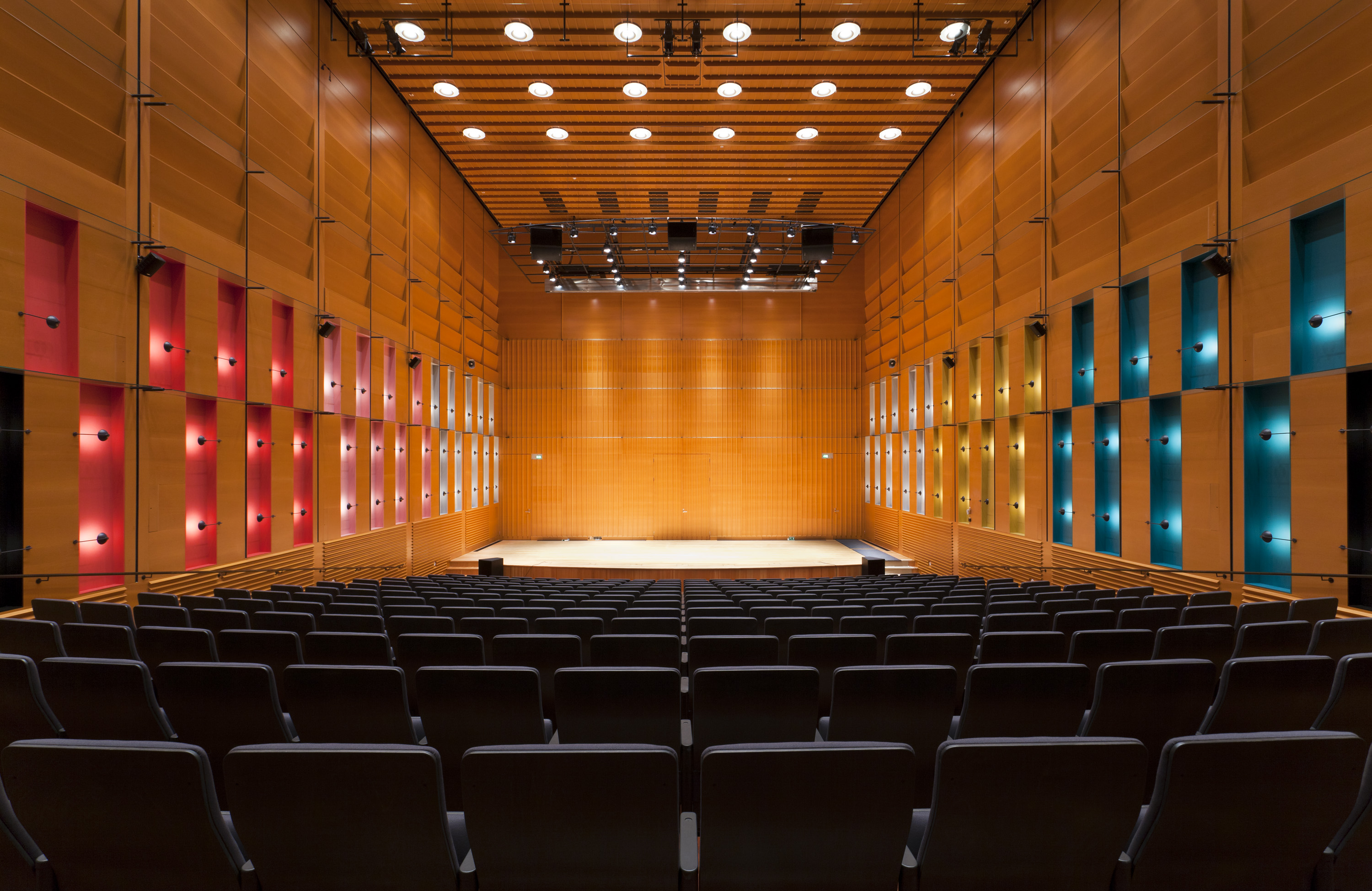
La salle de concerts.
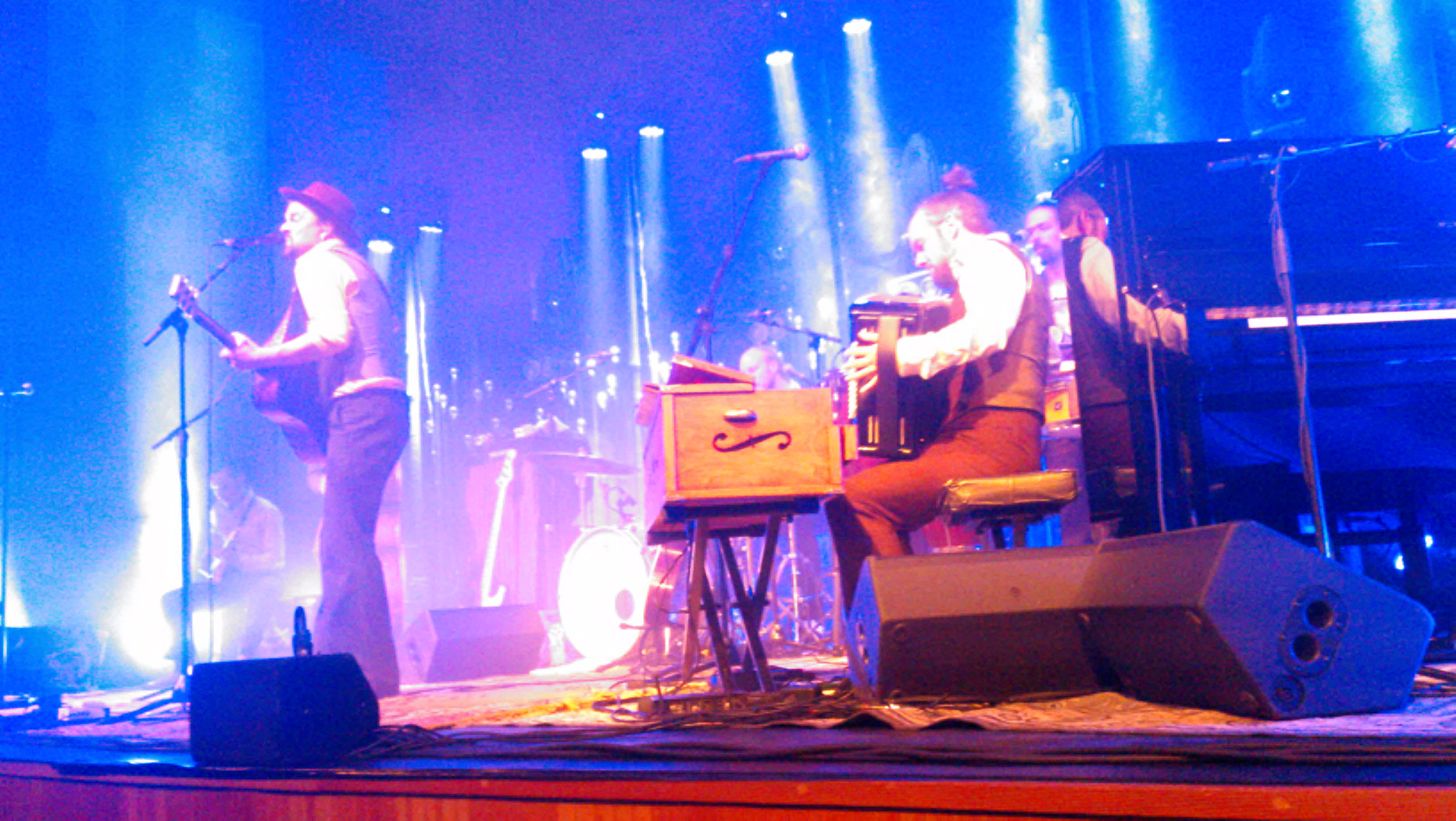
Tuure Kilpeläinen à Korundi.